# Casper i aniołki
Casper i aniołki (ang. Casper and the Angels, 1979) – amerykański serial animowany wyprodukowany przez wytwórnie Hanna-Barbera Productions i The Harvey Entertainment Company.
Premiera serialu odbyła się w Stanach Zjednoczonych 22 września 1979 na kanale NBC. W Polsce serial został wydany na dwóch kasetach VHS (Strachy w zoo i Gwiezdne strachy) przez Imperial Entertainment.

## Fabuła
Akcja serialu rozgrywa się w 2179 roku i opowiada o perypetiach przyjaznego duszka Caspra, który jest aniołem stróżem dwóch kosmicznych policjantek – Mini i Maxi. Razem ze swym hałaśliwym duchem Strasznym Hairym łapią przestępców i wichrzycieli, aby zaprowadzić spokój w kosmosie.

## Obsada
- Julie McWhirter – Casper
- John Stephenson –
  - Straszny Hairy,
  - Dowódca
- Diana McCannon – Maxi
- Laurel Page –  Mini
- Hal Smith – Nerdley
- Paul Winchell – Fungo

## Wersja polska
Udział wzięli:
- Renata Berger – Casper
- Agata Gawrońska – Maxi
- Iwona Rulewicz – Mini
- Marian Opania – Straszny Hairy
- Jerzy Bończak
- Marcin Sosnowski

oraz:
- Jarosław Boberek
- Ryszard Olesiński
- Krzysztof Stelmaszyk
- Jerzy Słonka

i inni
Wersja polska: Studio Opracowań Filmów w Warszawie

Reżyseria: Maciej Leszczyński

Dialogi:
- Stefan Mroczek,
- Krystyna Dembińska

Dźwięk: Marcin Ejsmund

Montaż: Halina Ryszowiecka

Kierownik produkcji: Ala Siejko

Dystrybucja w Polsce: Imperial Entertainemnt
Lektor: Zbigniew Moskal

## Spis odcinków
| Nr | Tytuł                                              | Tytuł polski                          | Premiera             |
| -- | -------------------------------------------------- | ------------------------------------- | -------------------- |
| 1  | Casper’s Golden Chance / Space Circus              | --- / Kosmiczny cyrk                  | 22 września 1979     |
| 2  | Casper Ghosts West / Casper’s Camp Out             | --- / Casper na obozie                | 29 września 1979     |
| 3  | Strike Four / The Space Pirate                     | --- / ---                             | 6 października 1979  |
| 4  | Ship-Wrecked / The Cat Burglar                     | --- / ---                             | 13 października 1979 |
| 5  | Something Fishy / The Smiling Lisa                 | Podejrzana sprawa / ---               | 20 października 1979 |
| 6  | A Pocket Full O’Schemes / A Tale of Two Trashmen   | --- / ---                             | 27 października 1979 |
| 7  | Fatula / T.V. or Not T.V.                          | Fatula / Sen czy jawa                 | 3 listopada 1979     |
| 8  | Gone to the Dogs / Private Eyeball to Eyeball      | Zaginione pieski / ---                | 10 listopada 1979    |
| 9  | Champ for a Day / The Ghost Robbers                | Mistrz jednego dnia / ---             | 17 listopada 1979    |
| 10 | Aunt Mary Scarey / The Ice Heist                   | --- / ---                             | 24 listopada 1979    |
| 11 | A Shoplifting Experience / The Impossible Scream   | --- / A jednak straszne               | 1 grudnia 1979       |
| 12 | Prehistoric Hi-Jinx / The Commander Is Missing     | Prehistoryczna pomyłka / ---          | 8 grudnia 1979       |
| 13 | Love at First Fright / Saving Grace in Outer Space | Miłość od pierwszego straszenia / --- | 15 grudnia 1979      |